# Бенито-Хуарес (Макуспана)
Бенито-Хуа́рес (исп. Benito Juárez) — небольшой город в Мексике, в штате Табаско, входит в состав муниципалитета Макуспана. Численность населения, по данным переписи 2020 года, составила 14 400 человек.

## Общие сведения
По данным исследователя Хосе Нарсисо Ровиросы, поселение было основано 9 июня 1766 года индейцами чонтали, переселявшимися в более укромные места. Поселение получило название Сан-Карлос (исп. San Carlos), в честь Святого Карло Борромео. В начале XX века по всей Мексике проводилась борьба с религией и именами святых в названиях населённых пунктов, и по указу губернатора Томаса Гарридо Канабаля в 1930 году название поселения было изменено на Эпигменио-Антонио (исп. Epigmenio Antonio) и получило статус вильи. Во время правления губернатора 	
Карлоса Альберто Мадрасо поселение было переименовано в Бенито-Хуарес, в честь национального героя Бенито Хуареса. Хотя большинство местных жителей по-прежнему используют старое название Сан-Карлос.
Город является главным этническим центром народа чонтали, использующих в повседневной жизни язык чонтали.
Город расположен в 10 км северо-восточнее административного центра, города Макуспана, и в 50 км юго-восточнее столицы штата, города Вильяэрмоса.

## Население
| Год  | Численность | Численность |
| ---- | ----------- | ----------- |
| 2000 | 12 098      | [ 8 ]       |
| 2005 | 14 084      | [ 9 ]       |
| 2010 | 14 451      | [ 10 ]      |
| 2020 | 14 400      | [ 11 ]      |